# Pontguiraud
Pontguiraud est un des hameaux de la commune de Pardailhan dans l'Hérault.

## Toponymie
Au XVIIe siècle le nom du hameau s'écrit Pouguiraud. Plus anciennement, en 1410, les reconnaissances féodales de la seigneurie de Pardailhan mentionnent Pocguiraud, évoquant en occitan le puòg (ou 
montagne) de Guiraud.

## Histoire
À la suite de la construction du château seigneurial vers 1650, puis de l'installation de l'église paroissiale en 1752, le village est devenu le chef-lieu de la baronnie de Pardailhan, puis de la commune après la Révolution de 1789.